# Brackeln
Brackeln, oder auch Bragge, oder Prackl , ist ein sehr altes Gesellschaftsspiel, speziell in Bayern. Dabei wird ein Holzscheit im Freien aufrecht auf den Boden gestellt, und jeder Spieler legt eine Münze gleichen Nennwerts obendrauf, mit dem Avers nach oben. Dann versuchen die Spieler nacheinander, das Holzscheit mit einer Metallscheibe aus einer vereinbarten Entfernung (z. B. 15 Meter) zu treffen. Wenn das gelingt und das Holzscheit umfällt, gehören dem Werfer die Münzen, die mit dem Revers nach oben auf dem Boden liegen. Die anderen Münzen werden wieder auf das Holzscheit gelegt und das Spiel wird mit dem nächsten Werfer fortgesetzt. Es handelt sich somit um eine Kombination von Geschicklichkeitsspiel und Glücksspiel.

## Fotogalerie

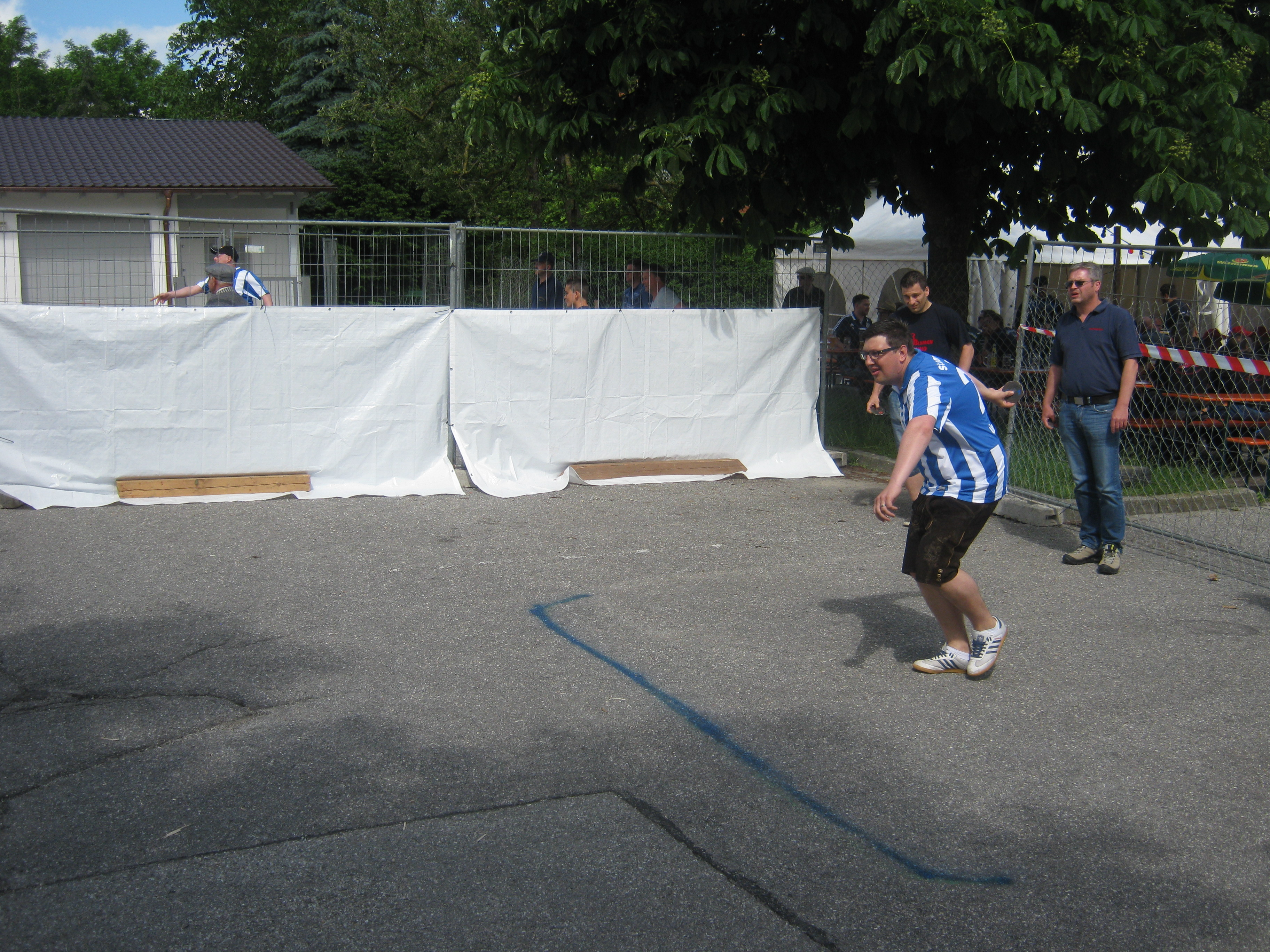
Bragge-Werfer holt aus
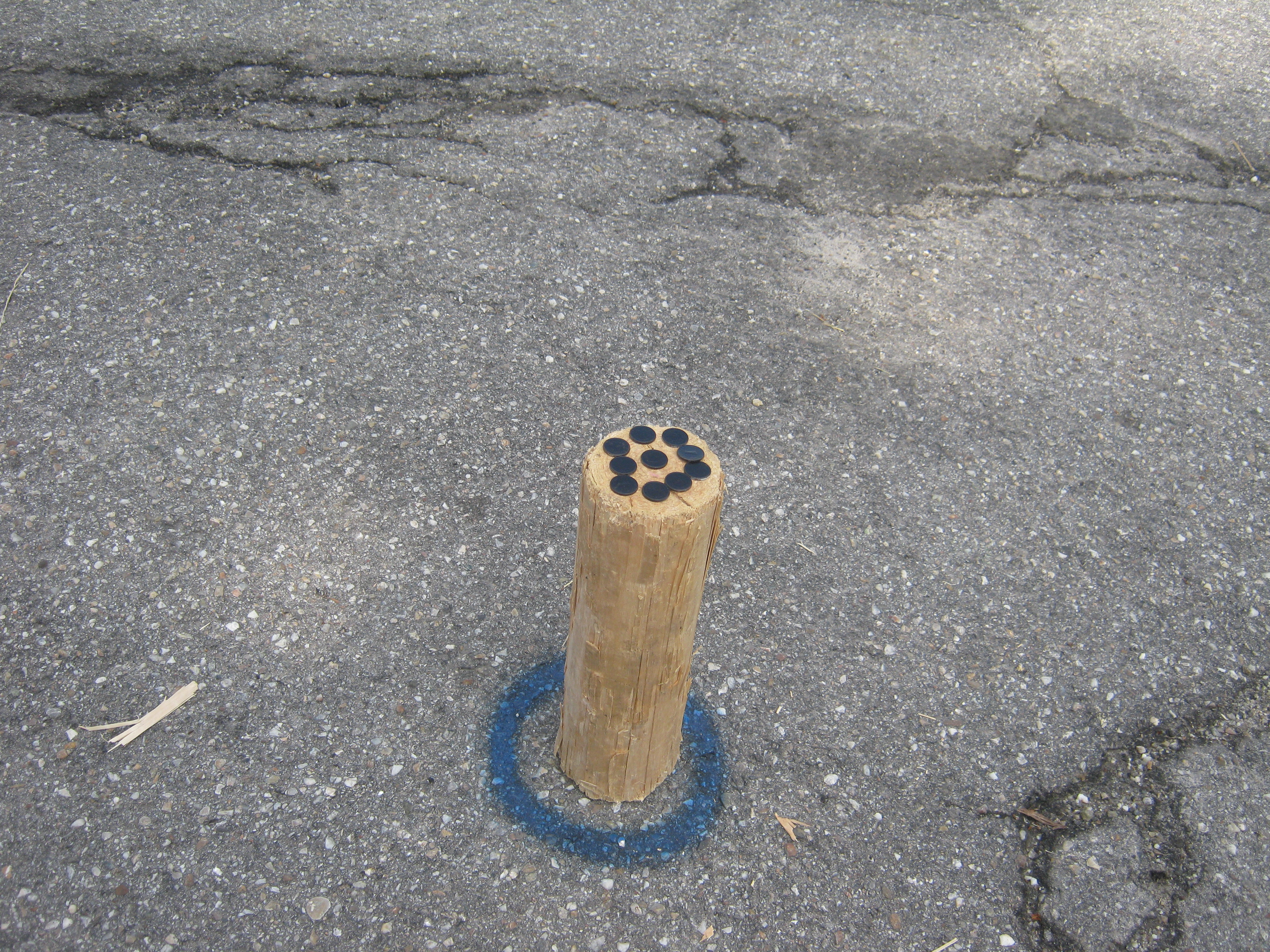
Bragge-Wurfziel mit Münzen obenauf
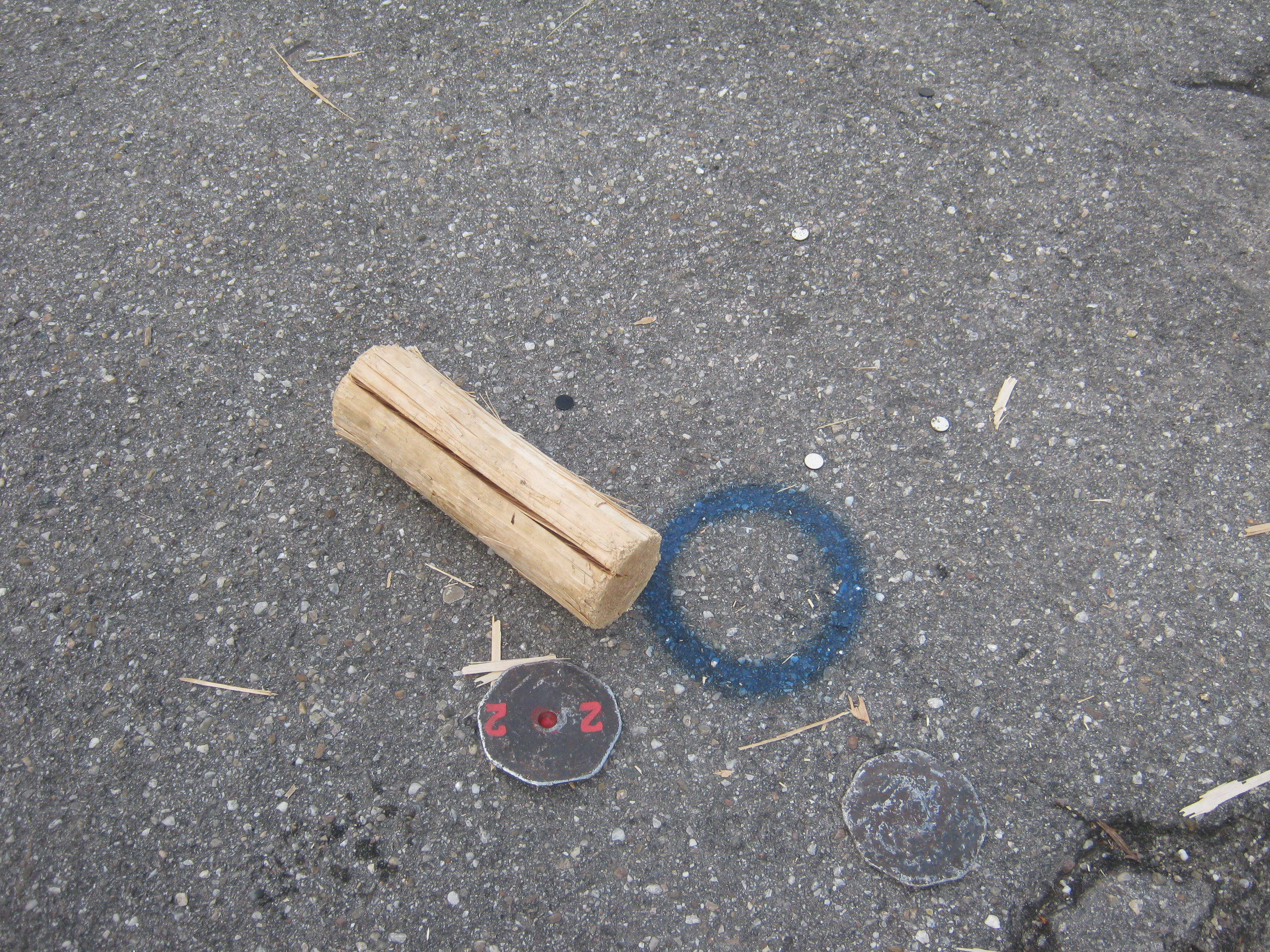
Umgestoßenes Wurfziel mit Münzen und Wurfscheiben auf dem Boden